# ميخائيل ر. بيتر
ميخائيل ر. بيتر (بالإنجليزية: Michael R. Angus)‏ هو شخصية أعمال بريطاني، ولد في 5 مايو 1930، وتوفي في 13 مارس 2010 بسبب سرطان الرئة.